# MAJESTICS
MAJESTICS（マジェスティックス）は沖縄県出身のオーセンティック・スカバンドである。Swing Dragon所属。

## 概要
1997年、沖縄県名護市にあったレゲエバー“Swing Dragon”に集まっていたメンバーを中心に結成。
当時、沖縄で唯一のオーセンティック・スカ・バンドとして活動をはじめ、サウンドシステム“KING RYUKYU SOUND”などともリンクしながら主に沖縄県内で話題を集める。
近年では、台湾での音楽祭『Taitung Musuc festival 2008』、福岡の夏フェス『SunSet Live』、沖縄県読谷でのMongol800主催の島フェス『What a Wonderful World!!!』などにも出演し、沖縄県内に留まらず、県外、海外でも活動中。
2010年3月、約3年振りのニューアルバム『Lullaby of Sababa』をリリース。

## ディスコグラフィー

### 7インチ
- Swing Dragon 1
- Swing Dragon 2
- Swing Dragon 3
- SKA CLASH

### シングル
- SINGLES（タワーレコード限定発売）（2004年4月7日）

### アルバム
- HOT DOWN（2004年6月9日）
- LEAPS IN'（2007年11月7日）
- Lullaby of Sababa（2010年3月10日)

### 参加コンピレーションアルバム
- BIG SHOT
- BIG SHOT 2
- BIG SHOT Presents SKA CLASH
- UDAGAWA LOVERS ROCK
- SWEET LOVERS ROCK ROCKSTEADY
- MORE BEST HIT SKA
- FRED PERRY X YJASTA RECORDS
- PLANTS
- Riddim & Vivrations 2
- SKA JUNKTION
- Sunset Live Official Selection Album“LOVE&UNITY”

### その他 参加作品
- No Working Man Ska(Mongol800『right-hundreads』収録)
- 涙そうそう（BEGIN『BEGIN 20th ANNIVERSARY SPECIAL TRIBUTE ALBUM』収録）